# Pterocomma medium
Pterocomma medium är en insektsart som beskrevs av Baker, A.C. 1917. Pterocomma medium ingår i släktet Pterocomma och familjen långrörsbladlöss. Inga underarter finns listade i Catalogue of Life.